# Usher
Usher, född som Usher Raymond IV den 14 oktober 1978 i Dallas, Texas, är en amerikansk artist som mestadels är verksam som sångare, låtskrivare, affärsman och dansare och främst är känd som "R&B-Prinsen" för sitt arbete och framgångar inom genren med samma namn. Han är även skådespelare, dansare och koreograf, men också affärsman i musikindustrin med det egna skivbolaget US Records. Som entreprenör har han lanserat den kanadensiska tonårsartisten Justin Bieber. Usher började själv sjunga innan tonåren och hans familj flyttade till en större stad för att han skulle få utveckla sin talang. Han gifte sig med Temeka Foster år 2007. De skilde sig två år senare och har sönerna Usher Raymond V och Naviyd Ely Raymond. 

## Musikaliska framgångar
Usher har mottagit många utmärkelser för sitt musikarbete, inklusive sju Grammy Award, fyra World Music Awards, fyra American Music Awards, åtta Soul Train Music Awards och 19 Billboard Music Awards. Skivbolagens branschorganisation RIAA rankar Usher som en av de bästsäljande artisterna i amerikansk musikhistoria. Han har sålt 22 miljoner skivor enbart i USA och 45 miljoner i världen. Musiktidskriften Billboard rankar Usher som den främste Hot 100 artisten under 2000-talets första årtionde. För samma period utnämnde de honom också till den mest framgångsrike sångaren och näst mest framgångsrika artisten. År 2008 rankade de även Usher som den 21:e mest framgångsrika artisten någonsin på singellistan "Hot 100" och hans album Confessions rankades som årtiondets "topp solo album" och näst mest framgångsrika album.
Ushers första album Usher gavs ut år 1994 och det senaste är Raymond v. Raymond som släpptes år 2010. Hans andra album My Way (1997) platinacertifierades sex gånger och det påföljande 8701 från 2001, fyra gånger. År 2004 diamantcertifierades albumet Confessions av skivbranschorganisationen RIAA. Albumet har sålt 20 miljoner exemplar världen över och utnämndes till årtiondets bästsäljande R&B-album. Det sålde under den första veckan bättre än något tidigare R&B-album. Både My Way och 8701 har sålts i åtta miljoner exemplar världen över. Here I Stand (2008) är platinacertifierat av RIAA. Raymond v. Raymond blev det tredje på varandra följande albumet som debuterade som nummer ett på listan Billboard 200. Tio av hans singlar har nått förstaplats på internationella listor

## Film och tv-karriär
Usher debuterade som skådespelare år 1988 i tv-serien Moesha (i rollen som "Jeremy") och spelade sin första filmroll i The Faculty. Samma år var han med i såpoperan The Bold and the Beautiful och hade därefter en roll i filmen She's All That år 1999 samt huvudrollen i Light it up. Han medverkade också i Disneys tv-film Geppetto och Texas Rangers. Under slutet av 2002 uppträdde han i flera tv-serier; The Twilight Zone, Sjunde himlen och American Dreams - i den senare i rollen som Marvin Gaye. Senast 2005 medverkade han i In the Mix och år 2010 i Killers.
Han har varit med i Justin Biebers film Never say Never!

## Tidigt liv och karriär
Usher är son till Jonetta Patton (född O'Neal) och Usher Raymond III. Han föddes i staden Dallas i delstaten Texas och bodde som ung mestadels i Chattanooga, Tennessee. Pappan lämnade familjen när han var ett år. Usher bodde med sin mor och senare, styvfar och halvbror James Lackey (född 1984). Som nioåring sjöng han i en kyrkkör och när familjen märkte att han kunde sjunga professionellt flyttade de till den större staden Atlanta, Georgia för att Usher skulle få större möjligheter att utveckla och visa upp sin talang. Där gick han gymnasiet på North Springs High School. Ushers far dog i en hjärtattack år 2008.
När Usher var elva år började han sjunga med en lokal R&B-kvintett som hette The NuBeginnings. De spelade in tio låtar och gav ut ett album med samma namn år 1991, som bara såldes regionalt och via postorder. Albumet gavs ut igen, nationellt, av Hip-O Records år 2002. Som elvaåring var han med i talangtävlingen Star Search och upptäcktes av en representant från LaFace Records artist och reportiare-avdelning (A&R). En av skivbolagets grundare Antionio L.A. Reid, kontrakterade Usher.
Albumet Usher gavs ut år 1994 när Usher var 16 år. Sean "P Diddy" Combs producerade flera av låtarna. Skivan listades som nummer 25 på Billboards Top R&B/Hip-Hop Albums och åtföljdes av tre singlar: Can U Get Wit It, Think Of You och The Many Ways. Fler än 500 000 exemplar av albumet har sålts.
Efter gymnasiet spelade Usher in duetten Let's Straighten It Out (1995) tillsammans med "Monica", en annan tonårsartist från Atlanta och därefter sången Dreamin på förmånsalbumet till 1996 års Olympiska spel, Rhythm of the Games. Samma år medverkade han på albumet I Swear I'm In Love, filmen Kazaams musikskiva.

## Diskografi

### Studioalbum
- 1994 – Usher
- 1997 – My Way
- 2001 – 8701
- 2004 – Confessions
- 2008 – Here I Stand
- 2010 – Raymond v. Raymond
- 2012 – Looking 4 Myself
- 2016 – Hard II Love
- 2021 – Confessions 2

### Livealbum
- 1999 Live

### EP
- 2010 Versus (Usher EP)

### Singlar
1993 Call Me a Mack. 1994 Can U Get wit It. 1995 Think of You. | The Many Ways. 1997 You Make Me Wanna. 1998 Nice & Slow. | My Way. | Bedtime. 2001 Pop Ya Collar. | U Remind Me. | U Got It Bad. 2002 U Don't Have to Call. | U Turn. 2004 Yeah! (med Lil Jon & Ludacris). | Burn. | Confessions Part II. | My Boo (med Alicia Keys). 2005 Caught Up. 2007 Same Girl (med R. Kelly). 2008 Love in This Club (med Young Jeezy). | Love in This Club, Part II (med Beyoncé & Lil Wayne). | Moving Mountains. | What's your name (med Will.I.Am). | Hush. | Trading Places. 2009 Spotlight (med Gucci Mane). | Papers. | Fed Up (med DJ Khaled, Young Jeezy, Rick Ross och Drake). | Hey Daddy (Daddy's Home) (med Plies). 2010 Lil' Freak (med Nicki Minaj). | More. | OMG (med Will.I.Am). | There Goes My Baby. | Somebody To Love (med Justin Bieber). 2011 Dirty Dancer (med Enrique Iglesias och Lil Wayne). 2012 Climax, Scream